# Bavayia pulchella
Bavayia pulchella es una especie de gecko del género Bavayia, perteneciente a la familia Diplodactylidae. Fue descrita científicamente por  Bauer, Whitaker & Sadlier en 1998.

## Distribución
Se encuentra en Nueva Caledonia.